# Winschoter Courant

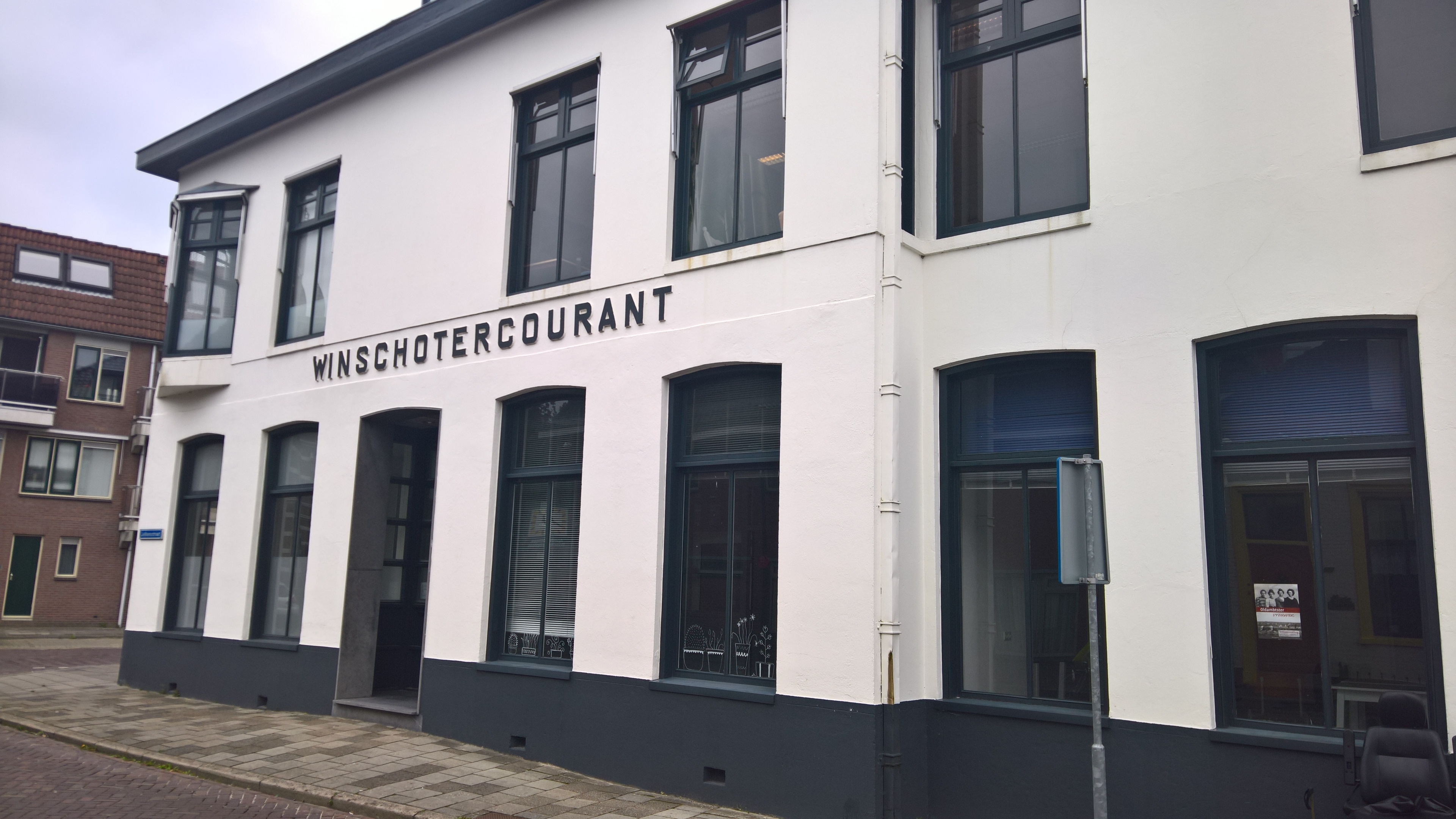
Gebouw van de Winschoter Courant in 2017

De Winschoter Courant was een dagblad dat tot 1992 verscheen en voornamelijk werd gelezen in het oosten van de provincie Groningen met haar hoofdredactie en drukkerij gevestigd in Winschoten. 

## Voorgeschiedenis
De Winschoter Courant, opgericht in 1870, stond bekend als een uitgesproken rode krant. De krant startte in 1870 onder de naam Advertentieblad, heette vervolgens de  Kleine Courant  en werd vanaf 20 september 1873 voortgezet onder de titel Winschoter Courant. Vanaf dat jaar verschijnt het tweemaal per week, in 1885 werd dit driemaal per week. Vanaf 1886 verschijnt de krant dagelijks, dit zou duren tot 1908 toen het aantal kranten weer teruggebracht werd tot 3 per week. Op 1 januari 1946 is er weer sprake van een echt dagblad dat 6 dagen per week van de persen rolt. 
In 1956 wordt de uitgever van de krant; J.D. van der Veen overgenomen door Roel de Graaf, de naam van de uitgeverij blijft echter behouden.  
In 1963 wordt een nieuw kopblad opgericht, De Kanaalstreek - Dagblad voor de Kanaalstreek dat inzet om abonnees te werven in Stadskanaal en Ter Apel en omgeving. In 1968 is de Winschoter Courant de eerste krant in Nederland met een kleurenfoto op de voorpagina. In hetzelfde jaar wordt het Oost-Groninger Dagblad gestart als kopblad dat zich richt op Veendam en omgeving.
In 1973 wordt het dagblad De Noord-Ooster uit Veendam gekocht en een kopblad van de Winschoter Courant, de titel Oost-Groninger Dagblad verdwijnt tegelijkertijd na bijna zes jaar. De uitgeverij bleef zelfstandig tot in de jaren zeventig.

## Jaren '80, Drents-Groningse Pers
Vanaf 1 december 1979 wordt uitgeverij J.D. van der Veen onderdeel van Wegener en vanaf 1986 wordt de uitgeverijnaam definitief Drents-Groningse Pers van Wegener. De krant bereikt haar hoogste oplage in de jaren '80 met ruim 28.000 abonnees.
Op 13 april 1992 wordt de Winschoter Courant (en het kopblad dagblad Noord-Ooster) een ochtendkrant nadat de eigenaar had onderzocht dat hier meer animo voor zou zijn dan het voorzetten van het bestaan van de kranten als middagkrant.
In de zomer van 1992 ging de Winschoter Courant verder onder de naam Groninger Dagblad. Deze krant had een gezamenlijke redactie met de Drentse Courant. De Drentse Courant en het Groninger Dagblad kennen eenzelfde opmaak en verschillen alleen op de regionale pagina´s van elkaar.

## Jaren '90, Hazewinkel pers
In 1995 werd de Drents-Groningse Pers overgenomen door Hazewinkel Pers uit Groningen, de uitgever van het Nieuwsblad van het Noorden. Omdat de kleine rubrieksadvertenties in alle drie kranten verschenen, waren de lezers van ochtendkrant Groninger Dagblad in het voordeel. Lezers van de beide middagkranten Drentse Courant en Nieuwsblad van het Noorden visten geregeld achter het net.  
In 2002 verschenen de drie kranten voor het laatst en kwam het Dagblad van het Noorden tot stand. Dit is tot op heden nog het enige regionale dagblad in Groningen en Drenthe.
In 2009 werden de drukhallen van de Winschoter Courant gesloopt, het oude hoofdkantoor bestaat nog steeds, in het gebouw bevindt zich nu een sociëteit. Tegenwoordig heeft het Dagblad van het Noorden in Winschoten nog steeds een redactie, deze is gevestigd in een kantoorpand aan de Venne in de binnenstad van Winschoten.

## Hoofdredacteuren
- 1901-1951 Jan Timmer
- 1951-1967 ....
- 1967-1972 Simon van Wattum
- 1972-1984 Johan Wilhelm Poppen
- 1984-1992 George Vogelaar